# Jaroszewy
Jaroszewy (kaszb. Jaroszewò) – wieś kociewska w Polsce, położona w województwie pomorskim, w powiecie starogardzkim, w gminie Skarszewy. Wieś jest siedzibą sołectwa Jaroszewy w którego skład wchodzą również: Barka, Mestwinowo-Leśniczówka. Wraz z miejscowościami Koźmin i Pogódki stanowi tzw. obszar "Trójwieś".
W latach 1975–1998 miejscowość administracyjnie należała do województwa gdańskiego.
| SIMC    | Nazwa                  | Rodzaj                 |
| ------- | ---------------------- | ---------------------- |
| 0171693 | Barka                  | część wsi (do 2023 r.) |
| 0171701 | Mestwinowo-Leśniczówka | część wsi              |

## Historia
Pierwsze wzmianki o miejscowości pochodzą z roku 1198. W latach 1772–1919 pod administracją zaboru pruskiego. W roku 1920 wieś powraca do Polski.

### Zbrodnia w Jaroszewskim Lesie
Podczas II wojny światowej we wrześniu 1939 roku w pobliskim lesie Niemcy dokonali masowej zbrodni rozstrzeliwując 40 mężczyzn, mieszkańców Jaroszew. W październiku rozstrzelano dalszych 13 Polaków. Po ekshumacji zwłok w roku 1945 przeniesiono ofiary do zbiorowej mogiły na cmentarzu w Pogódkach.